# Al-Alkami
Al-Alkamí és el nom donat pels geògrafs àrabs a patir dels segles IX i X, a la branca occidental de l'Eufrates que constituïa una secció entre Hindiyya i la zona de les maresmes on es perdia.
Al segle xx la branca oriental va desaparèixer i es va convertir en un canal, i l'occidental, per un llit que probablement era un xic diferent del de l'edat mitjana, va esdevenir el riu principal, passant pel mig d'al-Kantara, i per la vora de Kufa (a la riba dreta).
El visir al-Alkami portava el nom per aquest riu.